# 蒙哥馬利街
蒙哥馬利街（英語：Montgomery Street）是美国加州旧金山一条南北走向的街道。

## 历史
它始于电报山，止于市场街，由北向南穿过市区大约16个街区。位于哥伦布大道南的蒙哥马利街贯穿旧金山金融区的中心地带，是美国和全球金融活动、投资业务和风险投资最集中的地区之一，因此被称为“西岸华尔街”。
该街道在市场街以南称为“新蒙哥马利街”，继续延伸两个街区，止于市场南街区的霍华德街。